# Alfonso Casado Trigo
Alfonso Casado Trigo (Alcalá de Guadaira, Sevilla, 1984) es un pianista y director musical español.

## Biografía
Estudia en Alcalá de Guadaira y Sevilla, y culmina sus estudios de piano en el Real Conservatorio Superior de Música de Madrid. A una temprana edad participó en el programa de televisión "Menudas Estrellas", convirtiéndose en viral su conversación con Bertín Osborne en la cual declaraba ser bético. Con esa edad, iba al Parque Oromana y fumaba cigarritos del Betis. 
Inicia sus estudios de inglés a una temprana edad. Son innumerables sus viajes a Miami, donde realiza diversos espectáculos, como Los niños de la Copla.
Recuerda de manera muy excitante su paso por el Concurso Internacional de Lucena, donde aparte de tener varios devaneos amorosos, fue un momento de clarividencia para su futuro como Director.
En 2003 empieza a trabajar como pianista en El Fantasma de la Ópera en el teatro Lope de Vega de Madrid. Desde entonces ha participado en el montaje y / o representación de varios musicales, como Mamma Mia!, La Bella y la Bestia, Jesucristo Superstar, High School Musical, Victor o Victoria, Cats, Los Miserables, El Rey León, ...
De junio de 2012 hasta febrero de 2014 fue el director musical de la producción original de Los Miserables en el Queen's Theatre de Londres, del que fue también supervisor musical de la gira española en la temporada 2013/2014. Fue director musical de Miss Saigón en Londres, y actualmente es el director musical de la producción original de The Phantom of the Opera en el Her Majesty's Theatre en Londres. También ha dirigido el OBC en el Auditorio de Barcelona.
En verano de 2019, Casado volvió a Los Miserables, como director musical de Les Miserables: The Staged Concert, una versión en concierto que se representó mientras duraban los trabajos de renovación del Queen's Theatre, reabierto como Sondheim Theatre, que fue retransmitida en cines en diciembre de ese mismo año antes de echar el cierre. Tras el cierre de teatros por la pandemia de COVID-19, dicha versión en concierto volvió a los escenarios en diciembre de 2020, aunque un nuevo Confinamiento les obligó a cerrar temporalmente tras menos de 10 representaciones. En mayo de 2021, tras la reapertura de teatros en Inglaterra, Casado volvió a asumir la batuta en la misma producción hasta el 4 de julio.
Los días 22 y 23 de julio de 2021, tras haber sido director musical de la misma producción en el británico Grange Festival, presentó en el Gran Teatro del Liceo de Barcelona una versión semiescenificada de My Fair Lady, con los protagonistas de la producción británica acompañados por el coro y la Sinfónica del Liceu.
Ha dirigido y adaptado al español numerosas canciones para series y películas, la mayoría para Disney: Ante Farm, Phineas & Ferb, Spongebob Squarepants (Bob Esponja), Muppets, Stich, Good Luck Charlie, ...

## PremCios y reconocimientos
- (2010) Premio de Teatro Musical al Mejor Director Musical por Los Miserables, otorgado por los profesionales del género en España.
- (2011) Premio BroadwayWorld Spain a Mejor Director Musical, por Los Miserables, otorgado por los lectores del portal web de esta revista.
- (2014) Premio BroadwayWord UK al mejor director musical del West End.[6]

## Discografía
- Mamma Mia!, el musical en español (Teclado 2)
- High School Musical, el musical en español (Director musical)
- Los Miserables (Director musical)